# Gunderico (obispo de Toledo)
Gunderico o Gundericus. La Crónica mozárabe de 754 (Continuatio Hispana) lo menciona en su entrada correspondiente al año 701 como Toletane Sedis Metropolitanus Episcopus. La siguiente entrada de la crónica en la que se menciona a un obispo toledano corresponde ya al año 711, donde aparece Sinderedus como obispo.  Por consiguiente, el episcopado de Gunderico debió corresponder a los primeros años del siglo VIII.
Algunos autores identifican a este personaje con Gunderico, que fue obispo de Sigüenza entre los años 688 y 693; otros apuntan que esta opinión se basa sólo en la igualdad de sus nombres.
| Predecesor: Félix | Obispo de Toledo c.700 - c.710 | Sucesor: Sinderedo |